# Ravne v Bohinju
Ravne v Bohinju je naselje u slovenskoj Općini Bohinju. Ravne v Bohinju se nalazi u pokrajini Gorenjskoj i statističkoj regiji Gorenjskoj. 

## Stanovništvo
Prema popisu stanovništva iz 2002. godine naselje je imalo 51 stanovnika.